# Montbrun (Lozère)
Montbrun korábbi község Franciaország Okcitánia régiójában, Lozère megyében. Lakosainak száma 82 fő (2018. január 1.). Montbrun Quézac, Florac, Vebron, Hures-la-Parade, Mas-Saint-Chély, Sainte-Enimie és Florac Trois Rivières községekkel határos.
2017. január 1-jén Sainte-Enimie és Quézac korábbi községgel egyesült és az így létrejött Gorges du Tarn Causses új község része lett.

## Népesség
A település népességének változása:
| Lakosok száma | 84   | 73   | 72   | 72   | 71   | 86   | 101  | 112  | 84   | 82   |
|               | 1968 | 1975 | 1982 | 1990 | 1999 | 2011 | 2013 | 2015 | 2017 | 2018 |